# Karl Gottlob Zumpt
Pour les articles homonymes, voir Zumpt.
Karl Gottlob Zumpt (1er avril 1792 à Berlin - 25 juin 1849) était un philologue prussien. On trouve souvent le nom de ce latiniste sous sa forme latine « Carolus Timotheus Zumptius », et même francisé en « Charles Timothée Zumpt ».

## Biographie
Il commença ses études au lycée de Berlin, passa ensuite à Heidelberg, où il suivit les cours de Creuzer, et il revint en 1810 à Berlin, où il s'appliqua avec ardeur à l'étude de la littérature ancienne en profitant des leçons de Wolf, d'Heindorf (de) et de Boeckh. En 1812, il fut nommé professeur au lycée de Friedrichswerder, et il montra dans ces fonctions une intelligente activité. En 1821, il passa dans un autre lycée ; en 1826, il fut chargé du cours d'histoire à l'école militaire ; enfin en 1838, il devint professeur de littérature romaine à l'université. En 1835, il avait fait un voyage en Italie et en Grèce.
Laissant de côté le champ de la littérature grecque retourné en tous sens, fouillé dans ses plus minutieux recoins par un si grand nombre d'érudits allemands, Zumpt se consacra à approfondir ce qui concernait la langue et les écrivains de Rome. Sous ce rapport il a rendu les plus grands services. 
Sa Grammaire latine (Lateinische Grammatik, 1818, Berlin), réimprimée douze fois, est un modèle de clarté et d'exactitude qui a fait disparaître de l'enseignement germanique tous les ouvrages antérieurs du même genre. Un abrégé destiné aux commençants a de même obtenu des éditions nombreuses. Elle tomba en défaveur en 1844, quand celle de Madvig la remplaça.
Un Choix de morceaux pour thèmes latins, Berlin, 1824, est également un livre classique au XIXe siècle. Il a publié un grand  nombre de monographies et de mémoires insérés dans les Actes de l'académie des sciences de Berlin (Zumpt avait été admis en 1835 dans cette compagnie savante), et nous ne parlons pas de bien des éditions destinées aux écoles. 
Cet érudit  est mort le 25 juin 1849, alors qu'il prenait les eaux à Karlovy Vary. Il est l'oncle d'August Wilhelm Zumpt.

## Éditions critiques
Nous devons à Zumpt les éditions critiques suivantes :
- les Institutions oratoires de Quintilien, Leipzig, il avait déjà, en 1829, fait paraître le cinquième livre de cet ouvrage dans l'édition de Spalding ;
- Quinte-Curce, 1829 (Brunswick, 1849) ;
- les Verrines de Cicéron (Orationes in Verrem) (Berlin, 1830, 2 vol. in-8 (texte accompagné d'un abondant commentaire) ;
- le De officiis de Cicéron, Brunswick, 1849.

## Monographies
En allemand (titres traduits)
- Annales veterum regnorum et populorum, imprimis Bornanorum, Berlin, 1819 ; seconde édition, 1838, 3e édition en 1862, un travail de recherche chronologique qui remonte jusqu'en -476 ;
- Decretum municipale Tergestinum, Berlin, 1838 ;
- De l'origine, de la forme et de la juridiction du tribunal du centumvirs à Rome, Berlin, 1838 ;
- Des chevaliers romains, Berlin, 1839 ;
- De la population et de son accroissement dans l'antiquité, Berlin, 1841 ;
- Des écoles de philosophie à Athènes, Berlin, 1843 ;
- De l'architecture civile des Romains, Berlin, 1851 ;
- Religion des Romains, Berlin, 1845.